# Andoni Ortuzar
Andoni Ortuzar Arruabarrena, född 13 juli 1962 i Abanto Zierbena / Abanto y Ciérvana, är en spansk journalist och politiker för Baskiska nationalistpartiet (PNV). 
Ortuzar har sedan januari 2008 varit president för  Bizkai Buru Batzar (BBB), styrelsen för den baskiska delen av det baskiska nationalistpartiet, tills han den 12 januari 2013 valdes till president i PNV.

## Biografi
Andoni Ortuzar föddes 1962 i det baskiska samhället Abanto Zierbena / Abanto y Ciérvana i gruvdistriktet Zona Minera. Han studerade informationsvetenskap och journalistik, vid Euskal Herriko Unibertsitatea - Universidad del País Vasco. När han avslutade utbildningen började han som redaktör på Radio Popular de Bilbao och senare   1981 på tidningen Deia där han blev kvar till 1987. På Deia var han ansvarig för Secciones de Laboral ("yrkeslivet") och Euskadi-Política ("baskisk politik"). Han var medlem i fackföreningen ELA, tillhörde företagskommittén och blev vald till president.

## Politisk aktivitet
I september 1987 lämnade han Deia och började på den baskiska regeringens departement för rättvisa och utveckling (Departamento de Presidencia, Justicia y Desarrollo) som konsult och åtog sig chefskapet för press och internationella relationer. I februari 1991 utnämndes han till rådgivare för kommunikation och informationsspridning i presidentsekretariatet och tilldelad den nyligen skapade tjänsten som generalsekreterare för extern verksamhet (Secretaría General de Acción Exterior). Sedan 1992 innehar han posten som koordinator vid detta sekretariat, med direkt ansvar för förberedelser av baskiska institutionella uppdrag externt och planering av officiella besök till Baskien av utländska ledare och celebriteter.
I januari 1995 innehade han posten som generalsekreterare för extern verksamhet, under direkt ledning av Lehendakari.
Han har också haft ansvar som president för det baskiska rådgivande organet för utvecklingssamarbete, vicepresident för rådgivande organet för baskiska intressegrupper och medlem i den bilaterala kommissionen Euskadi-Estado för europeiska ärenden.
I juli 1999 utnämndes han till generaldirektör för EITB (baskiska radio och televisionen), en post ha behöll fram till januari 2008 då han utsågs till president för Bizkai Buru Batzar i PNV, detta partis ledningsorgan i Baskien, där han ersatte Iñigo Urkullu.
I mars 2009 blev han medlem i den parlamentariska gruppen Euzko Abertzaleak-Nacionalistas Vascos i Baskiens parlament, en befattning han hade till 31 januari 2012. 
Den 12 januari 2013 valdes han till president för Euzkadi Buru Batzar i PNV, en tjänst han förnyade vid PNV:s generalförsamling i Pamplona den 13 och 14 februari 2016.